# Adetus pinima
Adetus pinima es una especie de escarabajo del género Adetus, familia Cerambycidae. Fue descrita científicamente por Martins & Galileo en 2003.
Habita en Perú. Los machos y las hembras miden aproximadamente 8,3-8,8 mm. El período de vuelo de esta especie ocurre en el mes de junio.